# 三一書房
株式会社三一書房（さんいちしょぼう、San-ichi Publishing Co., Ltd.）は、日本の出版社。

## 沿革
- 1945年10月、京都市左京区吉田泉殿町1-1で創業[1]。
- 1946年 - 『人民の子』（M・トレーズ）を皮切りに、出版を始める[1]。
- 1947年 - 東京出張所を設置（千代田区神田神保町1-14）[1]。
- 1949年 - 京都社屋を京都市左京区北白川西平井町24に移転し、株式会社三一書房を設立[1]。
- 1955年 - 『経済学教科書の学び方』を手始めに、三一新書を創刊[1]。
- 1956年 - 『人間の條件』（五味川純平）刊行開始[1]。
- 1957年 - 東京出張所を千代田区飯田橋2-14に移転[1]。
- 1961年 - 東京本社を千代田区神田駿河台2-9に新築し（通称「五味川ビル」）、京都本社と飯田橋出張所を合併移転[1]。
- 1976年 - 『愛のコリーダ』（大島渚）がわいせつ文書に当たるとされ、訴訟となる（1979年地裁無罪判決／1982年高裁控訴棄却）。
- 1984年 - 1982年から1984年にかけて刊行した『戦後日本教育史料集成』戦後日本教育史料集成編集委員会編、全12巻・別巻1が第38回毎日出版文化賞特別賞を受賞[2]。
- 1986年 - 東京本社を文京区本郷2-11-3に移転[1]。
- 1998年 - 『警察が狙撃された日』（谷川葉）を出版。公安警察が著者を特定するために取引銀行に捜査関係事項照会していたことが発覚する[1]。これは、社民党所属の衆議院議員・保坂展人が国会質問で取り上げることとなった[3]。
- 1998年11月 - 本社をロックアウトし、全組合員懲戒解雇など不当労働行為を乱発。労働争議となる。外部からの介入（事件屋の介入）であったため、既存株主と取締役との係争にもなる。出版労連他、地域産別からなる「支援共闘会議」（議長：渡邊起造・元出版労連組織争対部顧問）や、「三一書房の良心の灯を支える表現者の会」（呼びかけ人：紀田順一郎、松浦康平、谷川健一、鶴見俊輔、中島誠、馬場あき子、別役実、江口幹、岡留安則、唐十郎）、「三一労組を支える会」などが結成。組合が労働委員会に救済を申し立てた事件で東京都地方労働委員会救済命令[4]、中央労働委員会救済命令[5]（解雇無効、賃金支払命令、職場復帰、謝罪ほか）が出された。その後、倉庫の競売という事態を迎え、労働債権の仮差押を入れていた組合との交渉に会社側が応じる。
- 2005年7月 - 東京高等裁判所の和解勧告を労使双方が受けいれ。会社は「懲戒解雇ほか、一切の処分を撤回」「ロックアウトの解除」「労働協約破棄の撤回」「組合、組合員、家族への謝罪表明」「希望する組合員の職場復帰」の5項目を認める。
- 2009年 - 解雇、賃金不払い、団交拒否、パワハラ、その他労働協約違反が発生し、2次争議になる[6]。東京都地方労働委員会から不当労働行為救済命令が交付される[7]。
- 2011年6月 - 三一書房臨時株主総会において、出版部門の免責的事業譲渡が決議される[1]。
- 2011年8月 - 東京地方裁判所において、労働債権と引き換えにして、労働組合へ三一書房を免責的事業譲渡する和解が成立。神田神保町へ事務所を置く[1]。

## 現在の所在地
- 東京都千代田区神田神保町3丁目1-6

## 刊行書籍の一部
- 三一新書シリーズ：60年代から70年代を中心に多くの若者の支持を得た。例として、『人間の條件』（五味川純平）、『戦争と人間』全18巻（同）、『人しれず微笑まん』（樺美智子）、『現代落語論』（立川談志）、『日本女性史』（井上清）、『全学連』（中島誠）、『唯物史観の原像』（廣松渉）、『伝習館自立闘争宣言』（伝習館救援会）など。1988年に1000番を突破した。
- 全集、資料集：『日本庶民生活史料集成』、『日本庶民文化史料集成』、『定本武智歌舞伎 武智鉄二全集』、『近世庶民生活史料 藤岡屋日記』、『近代庶民生活誌』（南博編）など。
- 単行本：『新版哲学・論理用語辞典』（思想の科学研究会編）、『検定不合格日本史』（家永三郎）、『ヘイト・スピーチ法 研究序説』（前田朗）、『「慰安婦」問題の現在』（前田朗編）『愉しみながら死んでいく』（Neil Postman）、『ボクの韓国現代史』（柳時敏著、萩原恵美訳）
- さんいちブックレット創刊（2012年）：『原発民衆法廷①②③④』（原発を問う民衆法廷実行委員会編）『原発と御用学者』（土井淑平）『あぶないハーブ』（小森榮）『原発事故と被曝労働』、『除染労働』（被ばく労働を考えるネットワーク編）